# تشارلز فويسي (معماري)
شارل فرانسيس أنيسلي فويسي (بالإنجليزية: Charles Francis Annesley Voysey)‏ 1941-1857، معماري ومصمم أثاث إنجليزي، كان أول من فهم وقدر أهمية التصميم الصناعي. هو يعتبر واحدا من رواد العمارة الحديثة وعلى وجه الخصوص في تصميم العمارة المحلية الإنكليزية. تصاميم كانت متأثرة من أفكار هربرت تودور بكلاند (1869 - 1951) وأوكوستس ويلبي نورثمور بيجن(1812-1852).

## وصلات خارجية
- تشارلز فويسي على موقع الموسوعة البريطانية (الإنجليزية)
- تشارلز فويسي على موقع ميوزك برينز (الإنجليزية)